# Бамбер, Элли
Элеонора Элизабет Бамбер (англ. Eleanor Elizabeth Bamber, род. 2 февраля 1997, Суррей) — английская актриса. В 2018 году она получила третий приз на церемонии награждения Ian Charleson Awards за роль Хильды в опере «Женщина с моря», исполненную в 2017 году в Donmar Warehouse. Получила известность благодаря ролям в фильме Тома Форда «Под покровом ночи», телесериале BBC One «Отверженные» в роли Козетты и ролью Мэнди Райс-Дэвис в сериале BBC «Суд над Кристин Киллер».

## Биография
Бамбер родилась в графстве Суррей, Англия, у неё есть младший брат Лукас. Училась в школе Хоули Плэйс, в Eagle House и Wellington College, получив полные стипендии драматического искусства в обоих.

### Театр
В 12 лет Бамбер стала самым молодым членом Players' Theatre Club. В 13 лет она была выбрана сэром Тревором Нанном на роль «Юной Дженни» в его постановке «Аспекты любви». После ролей на телевидении и в кино она вернулась в музыкальный театр, когда её выбрали на главную роль подростка «Дины Лорд» в «Высшем обществе» в театре Олд Вик. Это была последняя постановка под руководством Кевина Спейси в качестве художественного руководителя. После этого в ноябре 2015 года она была номинирована на премию Evening Standard Theatre Award в категории «Best Newcomer in a Musical». В 2017 году она сыграла Хильду в спектакле «Женщина с моря» режиссёра Кваме Квей-Армах в Donmar Warehouse, за исполнение которой она получила третью премию на конкурсе Ian Charleson Awards.

### Телевидение и кино
Её кинодебют состоялся в фильме «Падение» (2014). В том же году она сыграла Лидию Беннетт, младшую из сестёр Беннетт в фильме «Гордость и предубеждение и зомби», вместе с Лили Джеймс, Дугласом Бутом, Сэмом Райли и Мэттом Смитом. В 2015 году она была выбрана Британским институтом кино и Screen Daily «Звездой завтрашнего дня».
В 2016 году она снялась в фильме Тома Форда «Под покровом ночи», сыграв дочь персонажей Джейка Джилленхола и Эми Адамс. В том же году она сыграла в фильме «Внеурочная деятельность». В 2017 году она снялась в фильме «Высокое разрешение» по книге Тао Линя «Тайбэй».
В 2017 году Бамбер снялась в клипе на песню Шона Мендеса «There Nothing Holdin 'Me Back».
В 2018 году Бамбер снялась в фильме «Щелкунчик и четыре королевства» вместе с Кирой Найтли и Морганом Фрименом. В 2019 году она сыграла Козетту в телесериале BBC 1 «Отверженные» с Домиником Уэстом и Оливией Колман. Её можно увидеть в художественном фильме «Семь скорбей Марии». Затем приняла участие в «Суде над Кристин Киллер» в роли Мэнди Райс-Дэвис вместе с Софи Куксон и Джеймсом Нортоном.

## Личная жизнь
Бамбер встречалась с актёром Ричардом Мэдденом с 2017 года; пара, как сообщается, рассталась в январе 2019 года.

## Фильмография
| Год  | заглавие                         | Роль            | Примечания                                                                   |
| ---- | -------------------------------- | --------------- | ---------------------------------------------------------------------------- |
| 2014 | Падение                          |                 |                                                                              |
| 2016 | Гордость и предубеждение и зомби | Лидия Беннетт   |                                                                              |
| 2016 | Верните кота                     | Tittie          | Короткометражный фильм                                                       |
| 2016 | Под покровом ночи                | Индия Гастингс  | Номинация — Премия Общества кинокритиков Сан-Диего за лучшую работу ансамбля |
| 2018 | Щелкунчик и четыре королевства   | Луиза           |                                                                              |
| 2018 | Высокое разрешение               | Эрин            | Получила награду за лучшую женскую роль на кинофестивале в Орландо           |
| 2018 | Семь скорбей Марии               | Мэри            |                                                                              |
| 2019 | Внеклассные занятия              | Мэри-Элис       |                                                                              |
| 2019 | Шоу                              | Бекки Корнелиус |                                                                              |
| 2024 | Легенда о Вильгельме Телле       | Берта           |                                                                              |
| 2025 | Друзья-животные                  |                 |                                                                              |

| Год       | Название               | Роль               | Примечания                    |
| --------- | ---------------------- | ------------------ | ----------------------------- |
| 2012      | Сын матери             | Оливия             | Телевизионный мини-сериал     |
| 2015      | Мушкетеры              | Мартина            | Эпизод: «Блудный отец»        |
| 2016      | Фонд моды              | Саму себя          | Эпизод: «Победитель объявлен» |
| 2018      | Отверженные            | Козетта            | Главная роль, 3 серии         |
| 2019-2020 | Суд над Кристин Киллер | Мэнди Райс-Дэвис   | Главная роль, 6 серий         |
| 2021      | Змей                   | Анжела Книппенберг |                               |
| 2022      | Уиллоу                 | Элора Данан        | Главная роль                  |